# Víctor Hugo Cárdenas (escritor)
Víctor Hugo Cárdenas (Castro, 25 de agosto de 1962) es un profesor, escritor y poeta chileno vinculado al movimiento cultural Aumen de Chiloé.
Su primer trabajo literario fue El juego de la oca en 1977, que precedió a Treca treca peñi de 1985, «uno de los libros fundacionales de lo que se conoce como poesía etnocultural del sur de Chile, particularmente de aquélla que trata los temas mapuche/huilliche» y que abordó la problemática de esta etnia en San Juan de la Costa.
De acuerdo a la descripción que hace Mario García Álvarez de la poesía escrita en Chiloé, su trabajo poético —junto a la de otros autores— «se ha nutrido de las preocupaciones que han tenido como objeto poético a un sur de Chile multicultural y diverso», mientras que la editora y crítico literaria Jessica Atal indica que algunos poemas de La costumbre de mirarnos fijamente (2005) contienen un tono lárico cercano al de Juvencio Valle. Para Sergio Mansilla Torres, la obra de Cárdenas comparte rasgos literarios con Jorge Velásquez y Nelson Torres que: 

«(...) interconecta los signos de la poesía con los signos de la cultura, la sociedad y la historia local, signos estos últimos que funcionan como la condición de posibilidad de la escritura poética» (Mansilla, 2007, p. 147).

## Obras
- El juego de la oca (1977).
- Treca treca peñi (1985).
- Entre la playa y el mar (1998).
- Las Dalcas bajo la arena (2002).
- El eco de los trieles (2005).
- La costumbre de mirarnos fijamente (2005).